# Observatoire McDonald
L’observatoire McDonald (McDonald Observatory) est un observatoire astronomique situé à Fort Davis, une zone non-incorporée du comté de Jeff Davis à l’ouest du Texas. L'observatoire est situé sur le Mont Locke dans les montagnes Davis de l'ouest du Texas, avec des installations complémentaires sur le Mont Fowlkes, à environ 1,3 km au nord-est.
Le site est un campus, propriété de l'Université du Texas à Austin, et reçoit son principal financement de l'université. L'observatoire est équipé d'une grande variété d'instruments pour l'imagerie et la spectroscopie dans le domaine de longueur d'onde optique et infrarouge. Il exploite également la première station de mesure laser de distance de la Lune. L'observatoire produit également une émission diffusée sur la radio syndiquée StarDate (en).

## Historique
L'observatoire a été financé par le legs testamentaire du banquier William Johnson McDonald (en) (1844-1926) qui a accordé 800 000 $ à l'université du Texas. Après une bataille juridique avec les héritiers, l'université obtint la disponibilité de la somme et commença la construction de l'observatoire en 1933 qui devint opérationnel en 1939.
La gestion opérationnelle a d'abord été attribuée à l'université de Chicago, mais à partir des années 1960, elle est revenue directement à l'université du Texas. Le premier directeur fut Harlan James Smith (en) qui resta en poste pendant 26 ans. Il a été remplacé par Bengt Strömgren.
En 1948, Gerard Kuiper découvrit Miranda, un satellite d'Uranus, depuis cet observatoire.
Le centre des planètes mineures attribue à l'observatoire la découverte de deux astéroïdes en 1951 et en 1952.
| (4182) Mount Locke | 2 mai 1951    |
| (4462) Vaughan     | 24 avril 1952 |

## Télescopes

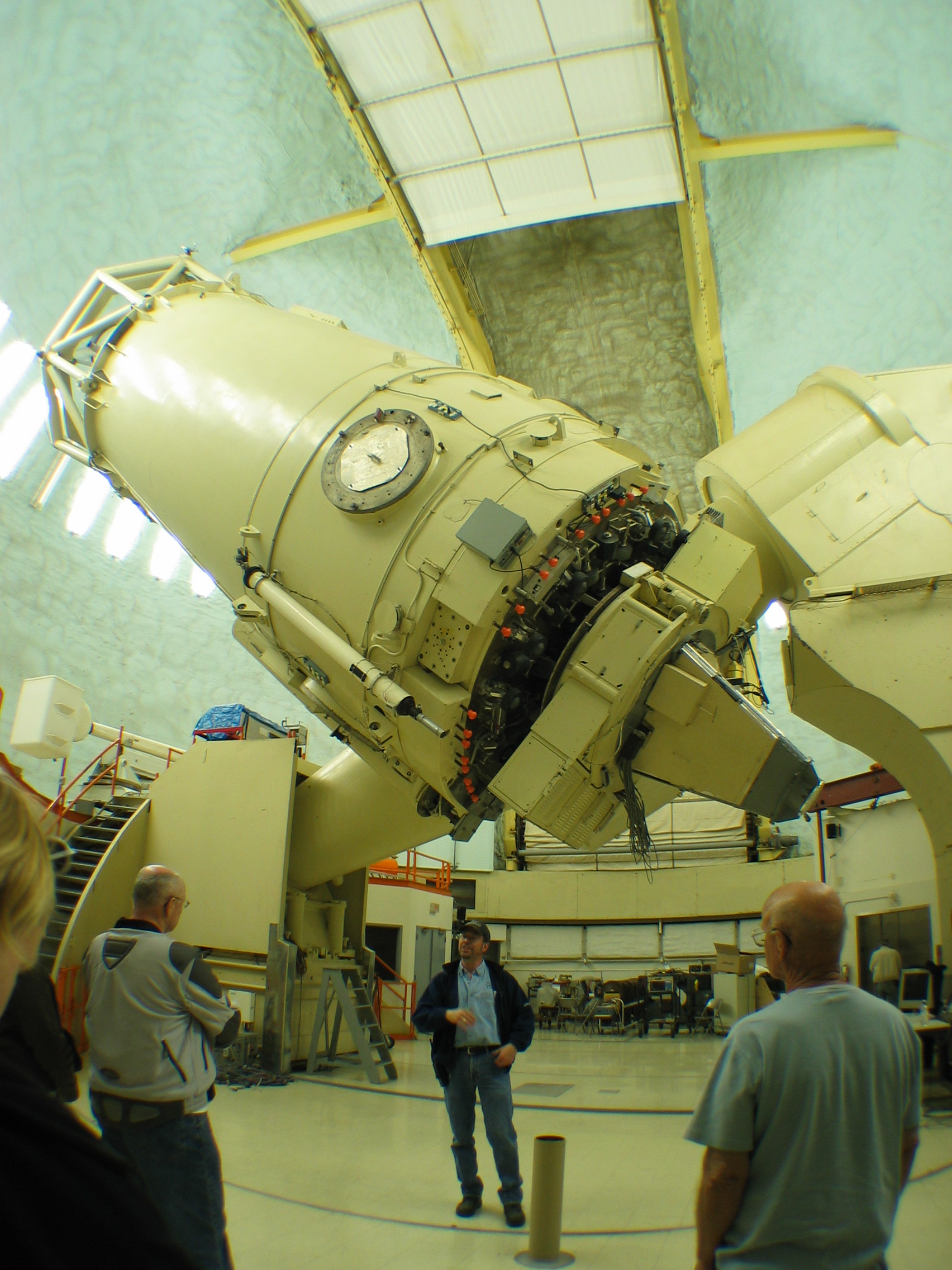
À l'intérieur de la coupole du télescope Harlan J. Smith.

À l'heure actuelle, l'observatoire exploite quatre télescopes servant à la recherche astronomique :
- 9,2 m (360") le télescope Hobby-Eberly sur le mont Fowlkes ;
- 2,7 m (107") le télescope Harlan J. Smith (en) sur le mont Locke ;
- 2,1 m (82") le télescope Otto Struve sur le mont Locke ;
- 0,8 m (30") un télescope pour l'imagerie grand format, sur le mont Locke.

Un télescope de 0,9 m (36"), utilisé dans le passé pour la recherche, est maintenant utilisé pour les programmes visiteurs.
Le télescope Harlan J. Smith équipe un instrument particulier, baptisé VIRUS-W. Avec cet instrument, actuellement (2021) unique dans le monde entier, les chercheurs de l'université du Texas découvrirent en 2021 un trou noir supermassif au centre de la galaxie du Lion I, qui n'avait jamais été observé auparavant dans les galaxies de petite taille.